# Uwe Winter
Uwe Winter (* 2. Dezember 1965) ist ein ehemaliger deutscher Radrennfahrer und nationaler Meister im Radsport.

## Sportliche Laufbahn
Winter war im Straßenradsport aktiv. Er wurde 1987 in der nationalen Meisterschaft im Straßenrennen der Amateure Zweiter hinter Hartmut Bölts, 1989 gewann er den Titel. 1988 gewann er die Silbermedaille im Mannschaftszeitfahren. Er war einige Jahre Mitglied der Nationalmannschaft im Straßenradsport. 1990 siegte er im Gran Premio della Liberazione, dem damals in Italien bedeutendsten internationalen Eintagesrennen für Amateure.
1991 bestritt er die Internationale Friedensfahrt, die er als 66. des Gesamtklassements beendete. 1992 gewann er die Württemberg-Rundfahrt. Er startete 1991 bei den UCI-Straßen-Weltmeisterschaften im Einzelrennen.